# Rodel vid olympiska vinterspelen för ungdomar 2024
Rodel vid olympiska vinterspelen för ungdomar 2024 arrangerades i Alpensia isbanecenter i Daegwallyeong-myeon i Sydkorea mellan den 20 och 23 januari 2024.

## Program
Alla tider är koreansk normaltid (UTC+9)
| Datum      | Tid   | Gren             |
| ---------- | ----- | ---------------- |
| 20 januari | 08:30 | Damernas singel  |
| 20 januari | 11:00 | Herrarnas dubbel |
| 21 januari | 08:30 | Herrarnas singel |
| 21 januari | 11:00 | Damernas dubbel  |
| 23 januari | 10:30 | Lagstafett       |

## Medaljörer
| Gren                         | Guld                                                                               | Guld     | Silver                                                                                           | Silver   | Brons                                                               | Brons    |
| Herrarnas singel Detaljer... | Leon Haselrieder Italien                                                           | 1.32,356 | Paul Socher Österrike                                                                            | 1.32,541 | Philipp Brunner Italien                                             | 1.33,241 |
| Damernas singel Detaljer...  | Antonia Pietschmann Tyskland                                                       | 1.35,774 | Alexandra Oberstolz Italien                                                                      | 1.36,326 | Marie Riedl Österrike                                               | 1.36,928 |
| Herrarnas dubbel Detaljer... | Italien Philipp Brunner Manuel Weissensteiner                                      | 1.34,283 | Lettland Jānis Gruzdulis-Borovojs Ēdens Eduards Čepulis                                          | 1.34,630 | Tyskland Louis Grünbeck Maximilian Kührt                            | 1.35,076 |
| Damernas dubbel Detaljer...  | Italien Alexandra Oberstolz Katharina Sofie Kofler                                 | 1.36,471 | Österrike Marie Riedl Nina Lerch                                                                 | 1.37,141 | Österrike Lina Riedl Anna Lerch                                     | 1.37,378 |
| Lagstafett Detaljer...       | Italien Alexandra Oberstolz Leon Haselrieder Philipp Brunner Manuel Weissensteiner | 2.29,470 | Lettland Margita Sirsniņa Edvards Marts Markitāns Jānis Gruzdulis-Borovojs Ēdens Eduards Čepulis | 2.30,299 | Österrike Marie Riedl Paul Socher Johannes Scharnagl Moritz Schiegl | 2.30,421 |

## Medaljtabell
*   Värdland ( Sydkorea)
| Nr                  | Nation              | Guld | Silver | Brons | Totalt |
| ------------------- | ------------------- | ---- | ------ | ----- | ------ |
| 1                   | Italien             | 4    | 1      | 1     | 6      |
| 2                   | Tyskland            | 1    | 0      | 1     | 2      |
| 3                   | Österrike           | 0    | 2      | 3     | 5      |
| 4                   | Lettland            | 0    | 2      | 0     | 2      |
| Totalt (4 nationer) | Totalt (4 nationer) | 5    | 5      | 5     | 15     |